# Рівош Яків Наумович
Рівош Яків Наумович (24 січня 1908 — 11 грудня 1973) — радянський російський художник кіно, художник-постановник, художник по костюмах.
Навчався у майстерні Б. Савінського (1927–1930). 
Закінчив Вищі курси мистецтвознавства при Інституті історії мистецтва в Ленінграді. 
З 1930 р. працював художником-постановником на кіностудіях Союздетфильм, Ленфільм, Київської кіностудії, творчому об'єднанні «Екран».

## Фільмографія
- «Діти капітана Гранта» (1936, у співавт.)
- «Волочаєвські дні» (1937)
- «Острів скарбів» (1937, у співавт.)
- «Юність командирів» (1939)
- «Двоє друзів» (1954, художник по костюмах)
- «Достігаєв та інші» (1959)
- «Вірте мені, люди» (1964, у співавт.)
- «Комісар» (1967, художник по костюмах)
- «Пічки-лавочки» (1972, художник по костюмах)
- «Вершник без голови» (1973, у співавт.)
- «Варіант „Омега“»  (1975) та ін.

Брав участь у створенні українських фільмів: 
- «Богдан Хмельницький» (1941, художник-декоратор)
- «В далекому плаванні» (1945)
- «Зигмунд Колосовський» (1945, у співавт. з М. Солохою, Е. Ганкіним)